# Музей археологии Казахстана
Музей археологии «Ғылым Ордасы» — археологический музей Национальной Академии наук Казахстана, находящийся в комплексе Ғылым ордасы (Алма-Ата, Казахстан).

## История
Создание Музея археологии связано с работой нескольких поколений казахстанских ученых, начиная с 20-х годов XX века, и обусловлено ходом развития казахстанской археологической науки. Многолетние изыскания, проводимые казахстанскими учеными во всех регионах страны, позволили собрать богатый и зачастую уникальный материал, великолепно иллюстрирующий древнюю и средневековую историю Казахстана. В 1973 году по личной инициативе Первого секретаря ЦК Компартии Казахстана Д. А. Кунаева был открыт Музей археологии. Изначально музей располагался по адресу пр. Ленина (ныне пр. Достык), 44.
Музей создавался выдающимися казахстанскими учеными А. Х. Маргуланом, А. Н. Нусупбековым, К. А. Акишевым, Х. А. Алпысбаевым, М. К. Кадырбаевым, А. Г. Максимовой . Он создавался не только как объект хранения накопленных материалов, но и как база их постоянного научного изучения. В стенах музея исследовалась одна из самых значительных находок в истории казахстанской археологии — «Золотой человек» из кургана Иссык. Его первая реконструкция, созданная на основе этих исследований К. Акишевым и В. Садомсковым, олицетворяя достижения казахстанской науки, этапы её развития.
В соответствии с Приказом Комитета по науке Министерства образования и науки Республики Казахстан от 1 июня 2010 года № 35-ПР, с целью сохранения, изучения и популяризации музеев и коллекций, широкого распространения научного, исторического и культурного наследия и проведения научно-исследовательских и культурно-просветительских работ в ведение центра «Гылым ордасы» перешёл Музей археологии Казахстана.
В 2012 году музей вновь открылся после реставрации в рамках комплекса «Ғылым ордасы» по новому адресу — в здании Академии наук Казахстана.
В музее расположена Центральная научная библиотека РГП «Ғылым ордасы» Комитета науки Министерства образования и науки Республики Казахстан.

## Экспозиция
В 1946 году А. Х. Маргулан стал организатором и руководителем Центрально-Казахстанской археологической экспедиции, которая открыла на территории Казахстана крупнейший очаг цивилизации эпохи поздней бронзы Бегазы-Дандыбаевскую культуру. Находки этой экспедиции стали основной частью экспозиции во время открытия музея в 1973 году.
В настоящее время Музей археологии, функционируя в системе научного комплекса «Ғылым ордасы», продолжает работы по комплектованию фондов, принимая находки ведущих археологов из всех регионов страны. На основе имеющегося и вновь приобретаемого материала в стенах комплекса создана новая научная экспозиция, освещающая все периоды древней истории Казахстана от Каменного века до Средневековья. В экспозиции представлены уникальные, имеющие общемировое значение материалы из раскопок могильников эпохи бронзы; коллекция, относящаяся к эпохе саков и усуней, находки из керамики, стекла и монет из раскопок средневековых городов Отрара, Тараза, Туркестана, Талгара.
Одни из самых интересных экспонатов — это «Золотой человек» («Иссыкский золотой человек») и «Берельская лошадь».
Особую ценность представляет реконструкция погребальной камеры кургана № 11 Алтайского Береля.